# Vive Haïti Livres
Vive Haïti Livres est un festival de littérature contemporaine en Haïti, initié en 2016 à Saint-Marc, par l’agence littéraire "NeRo Livres", dirigée par François Nedje Jacques.

## Historique
Cet événement socioculturel fait la promotion de la lecture, met en valeur les acteurs de la chaîne du livre et la diversité culturelle en Haïti plus précisément à Saint-Marc, la ville hôte du festival. l'objectif est de décentraliser le livre haïtien de la zone métropolitaine de Port-au-Prince, encourager la production littéraire et susciter le débat sur l’accessibilité à l’information et aux livres comme outils de développement durable en Haïti.

### Troisième édition
Du 20 au 22 avril 2018, a eu lieu la troisième édition du Festival, au Centre de Lecture et d’Animation Culturelle (CLAC), où divers auteurs et acteurs culturels avaient défilé pour des conférences de pointe, des conférences et divers ateliers.
En effet, la conférence qui a ouvert cette édition le vendredi 20 avril 2018 sur le thème « L’importance de la lecture dans le développement personnel », avait pour intervenants Fred Brutus, le Directeur Général de C3 Éditions, et l’écrivain Gary Victor. En clôture, un atelier sur la revue a été animé par Medhi Chalmers avec la participation de l’équipe de la Revue 360 en plus de la causerie animée par Joël Lorquet autour de l’entrepreneuriat. Cette édition a été citée par le journal Le Nouvelliste parmi les douze (et plus) faits culturels remarquables de l’année 2018.

### Cinquième édition
La cinquième édition a eu lieu du 24 au 26 avril 2020 en ligne autour du thème : « La littérature à la conquête du monde ». Des cartes blanches ont été données à plusieurs écrivains et professionnels du livre tels que Junie Thomas, Jimmy Borgella, Eder Apolinaris, Erickson Jeudy, Judeson Seulement, Mathurin Mathly, en live sur la page Facebook de Vive Haïti livres pendant les trois jours, sans oublier des activités de lecture et d'atelier. Quelques d’autres thèmes ont découlé du premier, et ont été traités par des invités : «De la nécessité d’une politique du livre en Haïti» par François Nedje Jacques; «L’urgence d’une plus grande littérature jeunesse en Haïti» par Junie Thomas; «De l’accès aux Livres et à l’information» par Jimmy Borgella,.

### Sixième édition
Le poète André Fouad, invité d’honneur de la sixième édition du 23 au 25 avril 2021, a été choisi, selon Junie Thomas la responsable des activités autour de la littérature jeunesse, pour avoir apporté un souffle d’espoir dans un monde qui a eu son lot de soucis durant l’année 2020.

## Liste des invités d'honneur
| Éditions          | Dates               | Invités     |
| ----------------- | ------------------- | ----------- |
| Première édition  |                     |             |
| Deuxième édition  |                     |             |
| Troisième édition | 20 au 22 avril 2018 |             |
| Quatrième édition |                     |             |
| Cinquième édition | 24 au 26 avril 2020 |             |
| Sixième édition   | 23 au 25 avril 2021 | André Fouad |
| Septième édition  |                     |             |